# Exolontha omeia
Exolontha omeia är en skalbaggsart som beskrevs av Zhang 1965. Exolontha omeia ingår i släktet Exolontha och familjen Melolonthidae. Inga underarter finns listade i Catalogue of Life.